# ساتيش تشافان
ساتيش تشافان هو سياسي هندي، ولد في 26 يناير 1962 في أمرغا ‏ في الهند. نشط حزبياً في Nationalist Congress Party ‏. وقد انتخب Member of the Maharashtra Legislature ‏.